# Procampylaspis hirta
Procampylaspis hirta är en kräftdjursart som beskrevs av Jones 1984. Procampylaspis hirta ingår i släktet Procampylaspis och familjen Nannastacidae.
Artens utbredningsområde är Biscayabukten. Inga underarter finns listade i Catalogue of Life.